# Due donne al di là della legge
Due donne al di là della legge è un film del 2022 diretto da Raffaele Schettino.

## Trama
Una storia realmente accaduta che affronta il tema dell'emancipazione femminile.

## Distribuzione
Il film è stato distribuito nelle sale cinematografiche italiane dal 19 maggio 2022.